# Maxime Alexandre (Dichter)
Maxime Alexandre (geboren 24. Januar 1899 in Wolfisheim, Elsass, Deutsches Reich; gestorben 12. September 1976 in Straßburg) war ein deutsch-französischer Dichter und Autor.

## Leben
Maxime Moïse (Moses) Alexandre wurde als Sohn einer jüdischen Familie im oberelsässischen Dorf Wolfisheim im damaligen Reichsland Elsaß-Lothringen geboren. Die Familie war deutschsprachig, aber wie viele Elsässer der damaligen Zeit frankophil und außerdem politisch liberal gesinnt. Seine ersten Gedichte verfasste Alexandre als Zwölfjähriger auf Deutsch. Kurz vor Beginn des Ersten Weltkrieges übersiedelte die Familie in die Schweiz nach Lausanne. Dort eignete sich Alexandre gute Französischkenntnisse an und kam in Kontakt mit René Schickele, der ihn wiederum Romain Rolland vorstellte. In Zürich machte er außerdem mit Hans Arp und der von ihm initiierten Dadaismus-Bewegung Bekanntschaft. Nach Kriegsende kehrte Alexandre wieder ins Elsass nach Straßburg zurück. Anfang der 1920er Jahre siedelte er auf Einladung von Louis Aragon nach Paris über. 
Von da an verfasste Alexandre seine Schriften auf Französisch. In den 1920 und frühen 1930er Jahren gehörte Alexandre zum Kreis der Pariser Surrealisten um André Breton, Robert Desnos und Benjamin Péret und nahm an deren Aktivitäten teil. Im Jahr 1932 kam es jedoch zum Konflikt, der sich hauptsächlich an der Frage der Haltung zur Kommunistischen Partei Frankreichs (PCF) entzündete. Die Surrealisten waren immer sozialistisch und pro-kommunistisch eingestellt gewesen. Insbesondere Breton lehnte aber eine zu enge Anbindung an die Kommunistische Partei ab. Daraufhin verließen Louis Aragon und später auch Maxime Alexandre die Surrealisten-Gruppe bzw. wurden von ihr ausgeschlossen. Von 1932 bis zum Kriegsbeginn 1939 war Alexandre als Autor von Gedichten und Prosawerken sehr produktiv tätig und erfuhr auch entsprechende Anerkennung. Bei Kriegsausbruch wurde er als Soldat in die französische Armee eingezogen, sah sich aber als „potenzieller Revolutionär“ (PR=présumé révolutionnaire) einigen Schikanen seitens seiner militärischen Vorgesetzten ausgesetzt. 1940 geriet er in deutsche Kriegsgefangenschaft, konnte aber seine Freilassung erreichen und tauchte daraufhin im Midi im unbesetzt gebliebenen Teil Frankreichs unter, wo er Aragon und Jacques Prévert sowie André Gide traf. 
Die traumatischen Erlebnisse der Kriegszeit versuchte Alexandre in vielen Werken in der Nachkriegszeit zu verarbeiten. Der Tod seiner Mutter im Jahr 1949 traf Alexandre schwer. Unter dem Einfluss von Paul Claudel wandte er sich den Katholizismus zu und erhielt am 8. Dezember 1949 die Taufe. Später distanzierte er sich jedoch wieder von diesem Schritt. In den 1950er Jahren begann er wieder auch in deutscher Sprache zu schreiben und blieb bis ins höhere Alter literarisch produktiv. Er ist gemäß seinem Willen auf dem Friedhof in Rosheim begraben.

## Werke (Auswahl)

### Als Autor
Lyrik
- Liebe. Leipzig : Sphinx, 1913
- Zeichen am Horizont. 16 Prosa- und freie Versgedichte. Paris : hors commerce, 1924 (Privatdruck)
- Mes respects. HC, Parmain 1931.
- Le Corsage. Corti, Paris 1931.
- Le Mal de Nuit. Corrêa, Paris 1935.
- Sujet à l’amour (Habitude de la Poésie; Bd. 9). Gallimard, Paris 1937.
- La loi mortelle (Les feuillets de Sagesse; Bd. 81). La Sagesse, Paris 1939.
- Les yeux pour pleurer. Le Sagittaire, Paris 1945.
- Durst und Quelle. Bodensee, Amriswil 1952.
- La Peau et les Os. Poèmes. Gallimard, Paris 1956.
- L’Oiseau de papier. Rougerie, Paris 1972.
- Circonstances de la Poésie. Rougerie, Paris 1976.
- Portrait de l’auteur. Rougerie, Paris 1978.
- Das Meer sang fern von uns. Gedichte (Textura; Bd. 26). Henssel, Berlin 1984, ISBN 3-87329-526-1.[1]

Prosa
- Les desseins de la liberté. Selbstverlag, Paris 1927.
- Secrets. Ducros & Colas, Paris 1932.
- Cassandre de Bourgogne. Corrêa, Paris 1939.
- P.R. (Présumé Révolutionnaire). Le Sagittaire, Paris 1945.
- L’Amour Image. Le Sagittaire, Paris 1946.
- Sagesse de la Folie. Éditions de la „Revue des Jeunes“, Paris 1952.
- Memoiren eines Surrealisten („Mémoires d’un Surréaliste“, 1968). Übersetzung Kay Borowsky. Heliopolis-Verlag, Tübingen 1987, ISBN 3-87324-061-0.[2]
- Journal (1951-1975). Corti, Paris 1976.
- Mythologie personnelle. Denoël, Paris 2002 (Nachdr. d. Ausg. Paris 1923).

Sachbücher
- Hölderlin le Poète. Étude critique suivi d'un choix de poèmes. Laffont, Paris 1942.
- Juif catholique. Éditions du Cerf, Paris 1965.

Theaterstücke
- Théâtre. Le juif errant. Le diable et sa grand-mère. Rougerie, Paris 1979.

### Als Herausgeber
- Les Romantiques allemands, Bd. 1: Jean Paul, Novalis, Friedrich Schlegel, Ludwig Tieck, E. T. A. Hoffmann, Heinrich von Kleist, Frédéric de la Mothe-Fouqué. Gallimard, Paris 1993, ISBN 2-07-010483-4 (Nachdr. d. Ausg. Paris 1963).
- Éncyclopédie de la Pléiade, Bd. 2: Histoire de la littérature allemande. Gallimard, Paris 1957.
- Éncyclopédie de la Pléiade, Bd. 3: Histoire de la littérature alsacienne. Gallimard, Paris 1958.